# La Fita (Sitges)
La Fita fue un periódico editado en la ciudad española de Sitges entre 1926 y 1931.

## Historia
De periodicidad mensual, fue fundado como órgano de la Agrupación Tradicionalista de Sitges por Esteban Barrachina Benages, maestro de escuela jubilado y veterano de la tercera guerra carlista. En su primera etapa, estuvo dirigido por el mismo Barrachina, junto con Manuel Montaner Soler.
A cuatro páginas a cuatro columnas, formato 440 x 305 milímetros, se imprimía en la imprenta de El Eco de Sitges  (Bonaire, 6) y tenía su redacción en San Francisco, 1, 1º.
Fuera de Sitges, La Fita se vendía en noviembre de 1926 en Madrid (calle Pizarro, 14), Valencia (Kiosko de San Martín), Zaragoza (Círculo Tradicionalista de la calle Espoz y Mina) y Pamplona (Círculo Tradicionalista), además de cuatro centros carlistas de Barcelona: el Círculo Tradicionalista Central (calle Puertaferrisa, 13), el Círculo Tradicionalista de Sans (calle Fernández Duro, 29), el Círculo Tradicionalista del Clot (calle de Juan II, 5) y la Sociedad Obrera Tradicionalista La Margarita de Gracia (Travesera, 20, principal).
El periódico, que incluía textos en castellano y catalán, aparecía con la leyenda «Dios, Patria, Fueros, Rey», mostrándose leal al pretendiente Jaime de Borbón y Borbón-Parma y a su representante, el Marqués de Villores. Publicó diversos artículos religiosos, moralizantes y sobre la historia y doctrina carlista, así como textos didácticos de Esteban Barrachina titulados «Geografía local de Sitges».
Estuvo en la órbita del semanario madrileño El Cruzado Español. Además de sus colaboradores locales, reprodujo artículos de destacados jaimistas como el Barón de Montevilla, Julián Gil Hurtado, Juan María Roma, Domingo Farell o el Conde de Kenty, entre otros muchos.
En septiembre de 1930 Barrachina fue sucedido en la dirección por Joaquín Bosch Viñals.
La Fita desapareció tras la proclamación de la Segunda República Española, considerando que su misión había concluido al haber caído la monarquía alfonsina «usurpadora» y haber sido reconocido el principio de las nacionalidades por la «República Federativa», manifestando una suerte de accidentalismo en las formas de gobierno, aunque llamaba a los católicos a defender a la Iglesia y se despedía de sus lectores con un «¡Adiós!... ¡Y hasta pronto, por una España grande y Monárquica Tradicional!».